# Juan Pablo Montoya
Juan Pablo Montoya Roldán,  född 20 september 1975 i Bogotá, är en colombiansk racerförare. Han kör för närvarande i Weathertech Sportscar Championship för Acura Team Penske.

## Racingkarriär
Montoya började sin racingkarriär i gokart 1981 och blev nationell mästare 1984, nio år gammal. Gick sedan vidare via British Formula Vauxhall Championship och  formel 3 till formel 3000. 1998 vann han formel 3000-mästerskapet i Team Super Nova med dåvarande rekordnoteringen 65 poäng. 
Montoya flyttade till Nordamerika 1999 och började köra CART i Chip Ganassi Racing och vann CART FedEx Championship Series samma år. Han blev då den yngste mästaren genom tiderna. 2000 körde han Indianapolis 500 och vann det loppet vid sitt första försök. Året därefter flyttade han över till formel 1 och körde för Williams under fyra säsonger. Montoya avslutade i Williams-BMW med att sätta banrekord och vinna Brasiliens Grand Prix 2004. 
Någon F1-titel blev det aldrig. Han nådde som bäst två tredjeplaceringar i mästerskapet med Williams. 2005 körde Montoya för McLaren och 2006 beslutade att lämna F1 efter USA:s Grand Prix 2006. Montoya tävlar från och med 2007 i NASCAR i USA. Han nådde inga större framgångar under sin debutsäsong, men vann ett av de två banloppen på Sears Point. Montoya fick sitt NASCAR-genombrott säsongen 2009, då han tog sig till playoffserien The Chase, och där nådde fina framgångar. Några problem mot slutet hindrade en plats på pallen sammanlagt. 
Efter sju år i NASCAR blev det 16 september 2013 klart att Montoya kör IndyCar för Team Penske 2014. Han kommer att köra full säsong i bil nummer 2 för Roger Penske.

## F1-karriär
| Säsong                | Stall/Tillverkare     | Placering             | Lopp | Poäng | Etta | Tvåa | Trea | Pole | Varv |
| --------------------- | --------------------- | --------------------- | ---- | ----- | ---- | ---- | ---- | ---- | ---- |
| 2001                  | Williams-BMW          | 6                     | 17   | 31    | 1    | 3    |      | 3    | 3    |
| 2002                  | Williams-BMW          | 3                     | 17   | 50    |      | 4    | 3    | 7    | 3    |
| 2003                  | Williams-BMW          | 3                     | 16   | 82    | 2    | 5    | 2    | 1    | 3    |
| 2004                  | Williams-BMW          | 5                     | 18   | 58    | 1    | 1    | 1    |      | 2    |
| 2005                  | McLaren-Mercedes      | 4                     | 17   | 60    | 3    | 1    | 1    | 2    | 1    |
| 2006                  | McLaren-Mercedes      | 7                     | 10   | 26    |      | 1    | 1    |      |      |
| Sammanlagt 6 säsonger | Sammanlagt 6 säsonger | Sammanlagt 6 säsonger | 95   | 307   | 7    | 15   | 8    | 13   | 12   |

| 1. Italien 2001 2. Monaco 2003 3. Tyskland 2003 4. Brasilien 2004 5. Storbritannien 2005 6. Italien 2005 7. Brasilien 2005 |

| 1. Spanien 2001 2. Europa 2001 3. Japan 2001 4. Australien 2002 5. Malaysia 2002 6. Spanien 2002 7. Tyskland 2002 8. Australien 2003 9. Europa 2003 10. Frankrike 2003 11. Storbritannien 2003 12. Italien 2003 13. Malaysia 2004 14. Tyskland 2005 15. Monaco 2006 |

| 1. Österrike 2002 2. Storbritannien 2002 3. Belgien 2002 4. Kanada 2003 5. Ungern 2003 6. San Marino 2004 7. Turkiet 2005 8. San Marino 2006 |

| 1. Tyskland 2001 2. Belgien 2001 3. Italien 2001 4. Brasilien 2002 5. Monaco 2002 6. Kanada 2002 7. Europa 2002 8. Storbritannien 2002 9. Frankrike 2002 10. Italien 2002 11. Tyskland 2003 12. Italien 2005 13. Belgien 2005 |

| 1. Europa 2001 2. Tyskland 2001 3. USA 2001 4. Malaysia 2002 5. Brasilien 2002 6. Kanada 2002 7. Frankrike 2003 8. Tyskland 2003 9. Ungern 2003 10. Malaysia 2004 11. Brasilien 2004 12. Turkiet 2005 |

| 1. Kanada 2004 2. USA 2004 3. Kanada 2005 |

## Indy 500-segrar
1. Indianapolis 2000
2. Indianapolis 2015

## Champ Car
| \| 1. Long Beach 1999 2. Nazareth 1999 3. Rio de Janeiro 1999 4. Cleveland 1999 5. Mid-Ohio 1999 6. Chicago 1999 7. Vancouver 1999 8. Milwaukee 2000 9. Michigan 2000 10. Gateway 2000 \| |
| |
| 1. Long Beach 1999 2. Nazareth 1999 3. Rio de Janeiro 1999 4. Cleveland 1999 5. Mid-Ohio 1999 6. Chicago 1999 7. Vancouver 1999 8. Milwaukee 2000 9. Michigan 2000 10. Gateway 2000       |

## Indycar Series
| \| 1. Indianapolis 2000 2. Pocono 2014 3. Saint Petersburg 2015 4. Indianapolis 2015 5. Saint Petersburg 2016 \| |
| |
| 1. Indianapolis 2000 2. Pocono 2014 3. Saint Petersburg 2015 4. Indianapolis 2015 5. Saint Petersburg 2016       |

## NASCAR
| \| 1. Sonoma 2007 2. Watkins Glen 2010 \| |
|                                           |
| 1. Sonoma 2007 2. Watkins Glen 2010       |

| \| 1. Mexico 2007 \| |
|                      |
| 1. Mexico 2007       |